# Marina Chafroff
Marina Chafroff, née le 30 mars 1908 à Libau en Lettonie et morte décapitée à Cologne en Allemagne le 31 janvier 1942, est une figure russe de la Résistance belge. Elle est arrêtée après avoir assassiné un officier allemand et tenté de tuer un deuxième à Bruxelles, et est condamnée à mort et exécutée par décapitation. Marina Chafroff est la première femme condamnée à mort et exécutée par les Allemands dans la Belgique occupée. Elle est aussi la première femme à avoir commis un acte de terreur face à l'occupation allemande.
En janvier 2023 sort le roman Le mystère de la femme sans tête, écrit par l’autrice belge Myriam Leroy, consacré à l’histoire de Marina.

## Biographie

### Débuts
Marina Chafroff, de nationalité russe, est née à Libau (actuelle Liepāja) en Lettonie le 30 mars 1908 selon les sources,. Sa mère est Lyudmila Pavlovna Deshevova (1883-1958), la sœur aînée de Nina Pavlovna Petrova, une sniper soviétique célèbre ; son père, Alexander Chafroff (1880-1941), est un officier de marine héréditaire et noble. Elle a quatre frères et sœurs. Fuyant le régime communiste, la famille Chafroff s'enfuit en Estonie, puis en Allemagne et arrive en Belgique en février 1928. Marina Chafroff épouse un émigré russe, Iouri Mourataïev (1914-2010) et prend le nom de Marina Chafrova-Maroutaïeva. Le couple a deux fils, Nikita (1932-2021) et Vadim. Ils vivent à Ixelles, au 265 de la Chaussée d'Ixelles. Malgré leur ascendance aristocratique, les époux essaient d'obtenir la citoyenneté soviétique en 1939 mais la Seconde Guerre mondiale met fin à la procédure.
Marina Chafroff travaille comme secrétaire chez un dentiste.,

### Résistance
En 1941, Marina Chafroff commence à lutter contre le nazisme. D'après Alexander Derwinter, à partir d'août 1940, elle récupère des armes laissées par les troupes en retraite dans le Brabant wallon et met ensuite sur pied un service de propagande et de transmission d'informations. Avec son mari, elle écoute Radio Moscou sur une récepteur clandestin, traduit en français les rapports du Sovinformburo sur la situation au front et distribue des tracts dans tout Bruxelles.
Elle s'installe seule au numéro 3 de la rue Cans[réf. nécessaire].
Le dimanche 7 décembre 1941, un membre du commandement militaire est assassiné en plein jour à la Porte de Namur. Les autorités d'occupation ferment tous les lieux de divertissement et menacent d'exécuter soixante otages si les coupables ne se dénoncent pas. Jules Coelst, bourgmestre de Bruxelles faisant fonction en l'absence du bourgmestre Vandemeulebroeck emprisonné en Allemagne, dénonce publiquement les faits,. Il s'agit de la première attaque d'un gradé allemand en plein jour en Belgique.
Le 15 décembre 1941, en début de soirée, un officier allemand est poignardé dans le dos boulevard Adolphe Max. Marina Chafroff est immédiatement arrêtée par la victime et remise aux mains de la Feldgendarmerie. Elle avoue également l'agression du 7 décembre. Elle déclare avoir agi après avoir entendu Staline, sur Radio Moscou, appeler les partisans russes à tuer des Allemands,. Il est probable que ses actes aient été prémédités, car elle avait pris soin de déménager pour protéger sa famille. Toutefois, il s'agit d'une initiative personnelle et isolée. Les historiens Maxime Steinberg et José Gotovitch estiment que cette action « relève d'une pulsion individuelle et patriotique russe ». Son mari, Iouri Mourataïev, est arrêté mais innocenté et libéré. Selon Ramón Puig de la Bellacasa Alberola, qui l'a rencontré peu avant sa mort, il aurait été chef d’une cellule de résistance à Morsaint (Grez-Doiceau)[réf. souhaitée]. 
Marina Chafroff est incarcérée à la prison de Saint-Gilles. Refusant de laisser motiver ses actes de résistance par des « raisons personnelles », elle affirme avoir tué l'ennemi et en aurait tué d'autres si elle avait pu. Elle est condamnée à mort par peloton d'exécution mais le général Kurt von Hammerstein, commandant de l'armée allemande en Belgique, suspend l'exécution de la peine, craignant sans doute la réaction de la population qui dépose chaque nuit des fleurs devant la prison. Marina Chafroff est transférée en Allemagne à la prison de Cologne le 20 décembre. Le tribunal politique du Troisième Reich y annule la sentence estimée trop indulgente de la cour martiale et, après un deuxième procès, condamne Marina Chafroff à mort par la décapitation. La reine Élisabeth de Belgique demande en vain sa grâce à Adolf Hitler en personne,.

### Exécution
Marina Chafroff est exécutée par décapitation le 31 janvier 1942 à Cologne,. Elle est la première femme condamnée à la peine de mort et exécutée par les Allemands dans la Belgique occupée. Elle est d'abord enterrée au Westfriedhof à Cologne puis son corps est rapatrié en Belgique en octobre 1947 à la demande de sa mère[réf. souhaitée]. Elle est ensuite inhumée dans la pelouse d’honneur du cimetière d'Ixelles.

## Distinctions et reconnaissance
Le Parti communiste de Belgique ne soutient pas l'initiative de Marina Chafroff et ne la mentionne pas dans Le Drapeau rouge. En effet, à ce moment de la guerre, il n'appelle pas à l’affrontement direct avec l’occupant mais cible plutôt le matériel. Toutefois, peu de temps après cette première attaque, plusieurs attentats ont lieu,.
Marina Chafroff est reconnue prisonnière politique à titre posthume. En 1947, le journal belge La Dernière heure (26 avril 1947) titre « Marina Chafroff se sacrifia pour sauver 60 otages belges ».
Elle est décorée, à titre posthume de la Croix militaire avec une branche de palmier.
Le Présidium du Soviet suprême de l'URSS lui décerne le 6 mai 1978 l'Ordre de la guerre patriotique, 1re classe,.
Marina Chafroff a été surnommée la Jeanne d'Arc belge.

## Filmographie
En 1982, Edmond Keosayan adapte l'histoire de Marina Chafroff au cinéma avec le film Quelque part un loriot pleure (russe : Где-то плачет иволга) avec Lyudmila Nilskaya interprétant son personnage.